# Sauveterre-de-Rouergue
Sauveterre-de-Rouergue é uma comuna francesa na região administrativa de Occitânia, no departamento de Aveyron. Estende-se por uma área de 23,43 km². Em 2010 a comuna tinha 759 habitantes (densidade: 32,4 hab./km²).
Pertence à rede das As mais belas aldeias de França.